# 33434 Scottmanley
33434 Scottmanley è un asteroide della fascia principale. Scoperto nel 1999, presenta un'orbita caratterizzata da un semiasse maggiore pari a 2,9317394 au e da un'eccentricità di 0,0644419, inclinata di 1,30312° rispetto all'eclittica.